# Jenocles
Jenocles fue un autor y actor trágico de la Antigua Grecia que vivió en el siglo V a. C.
Era hijo de Cárcino el Viejo y actuaba como coreuta junto a sus hermanos en las obras de su padre. Fue, según la Suda, padre de otro Cárcino. Se le atribuía un exceso de escenografía en sus obras. Fue satirizado por Aristófanes. Platón el Cómico, por su parte, lo calificó como hábil en las doce artes (δωδεκαμήχανος).
De sus obras solo se conservan algunos títulos. En la 91.ª Olimpiada (año 415 a. C.) venció en un concurso a Eurípides. Las tragedias presentadas por Jenocles fueron:  Edipo, Licaón, Bacantes y el drama satírico Atamante, frente a Alejandro, Palamedes, Las troyanas y Sísifo como drama satírico, que fueron las presentadas por Eurípides. Otra de sus obras fue Licimnio, uno de cuyos fragmentos es aludido por Aristófanes en Las nubes.